# ジョージ・ヒューム・ステュアート
ジョージ・ヒューム・ステュアート（英: George Hume Steuart、1828年8月24日 - 1903年11月22日）は、アメリカ合衆国メリーランド州出身の農園主であり、軍人である。アメリカ陸軍に13年間務めた後、南北戦争の開始によって除隊した。南軍に加わり、北バージニア軍の准将となった。バージニア州出身の騎兵将軍J・E・B・スチュアートとの混同を避けるために「メリーランド」とあだ名された。ステュアートは南北戦争の開始前やその途中でメリーランド州の合衆国からの離脱を画策したが、成功しなかった。戦争開始時はメリーランド第1歩兵連隊の大尉として始まり、第一次ブルランの戦い後に大佐に昇進した。
1862年、ステュアートは准将に昇進した。一時期騎兵隊の指揮を執ったが、その後歩兵部隊に割り当てられた。クロスキーズの戦いで肩に負傷し、その快復のためにほとんど1年間は復帰できなかった。ゲティスバーグの戦いの直前に再度リー軍の下に就いた。スポットシルバニア・コートハウスの戦いでは捕虜になり、1864年夏に捕虜交換で釈放された。戦争の残り期間は北バージニア軍で指揮官を続けた。アポマトックス・コートハウスでロバート・E・リー将軍が北軍のユリシーズ・グラント中将に降伏したとき、ステュアートもその場に同席した士官の一人だった。
ステュアートは戦後の長い時代をメリーランド州アナランデル郡でプランテーションを経営していた。19世紀後半、南軍のベテラン隊に加入し、メリーランド師団の指揮官になった。

## 生い立ちと家族

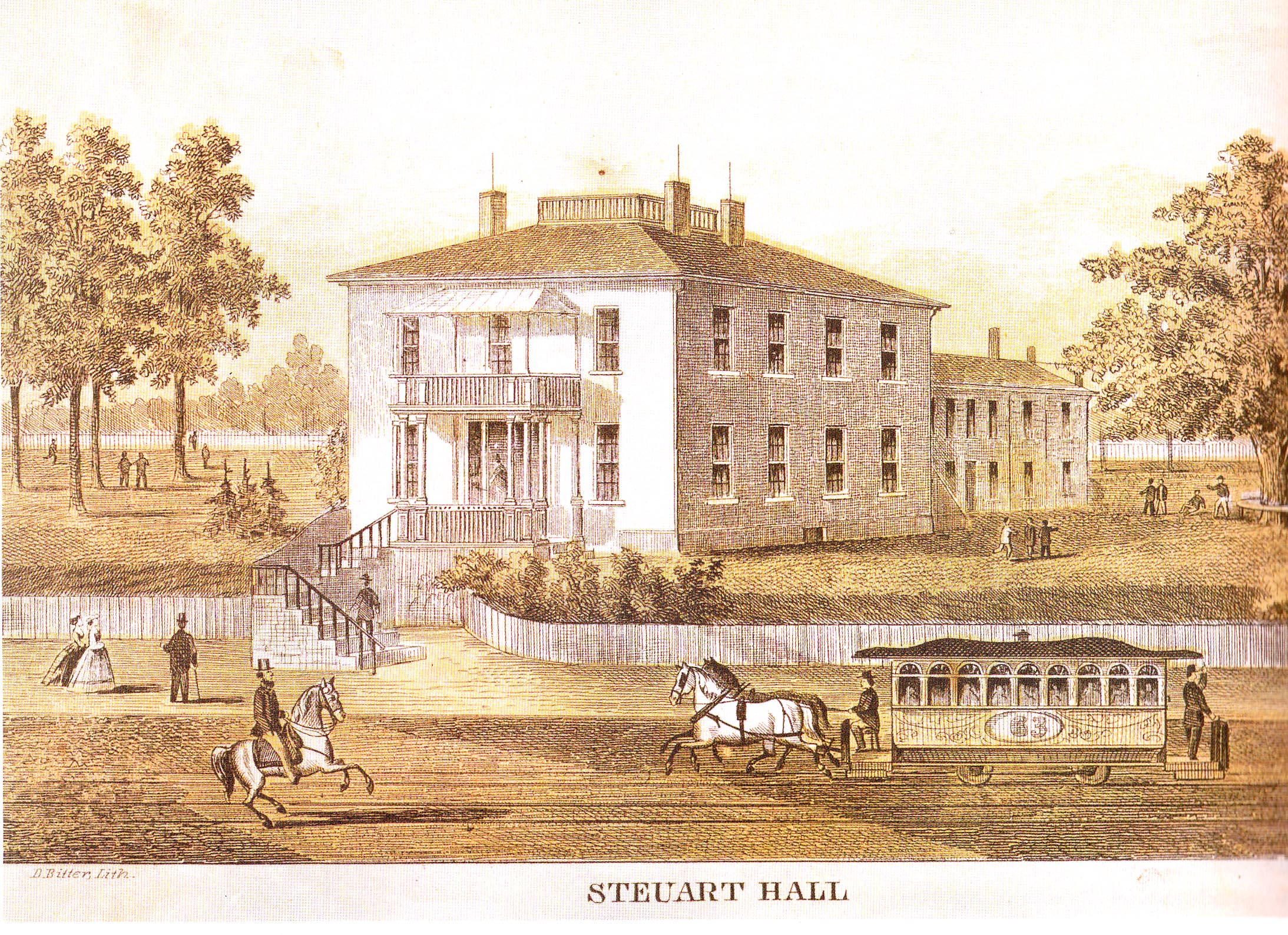
メリーランド・スクエア、後にステュアート・ホールと呼ばれた。1868年頃の石版画

ジョージ・ヒューム・ステュアートは1828年8月24日に、ボルチモアのスコットランド人を先祖に持つ家庭に生まれた。9人兄弟の総領であり、メリーランド・スクエアと呼ばれたウェストボルチモアにあった家族の荘園で育った。そこは現在ボルチモア通りとモンロー通りの交差点近くにある。ステュアート家は裕福なプランテーション所有者であり、その労働を依存している奴隷制度の強い支持者だった。
ステュアート家は昔から軍人の家系だった。ステュアートの父は米英戦争に従軍したジョージ・H・ステュアートであり、名前が同じなので混乱することもあった。ボルチモア市民は父の方を「年寄将軍」、ステュアートの方を「若い将軍」と呼んで区別していた。父は1842年頃に約2,000エーカー (8.1 km2) の土地を承継した。これにはマウント・ステュアートの農園、約150人の奴隷が含まれており、この数はアッパーサウスとしてはかなり多いものだった。
ステュアートはアメリカ独立戦争に従軍した医師であるジェイムズ・ステュアートの孫であり、1721年にスコットランドのパースシャーからメリーランドに移民してきた医師のジョージ・H・ステュアートの曾孫だった。この曽祖父はメリーランド植民地総督ホレイショ・シャープの下で騎馬民兵隊の中佐だった。

## 軍歴の初期
ステュアートは1844年7月1日から1848年7月1日までウェストポイントの陸軍士官学校で学んだ。19歳で卒業した時の成績は同級の中で第37位だった。アメリカ第2竜騎兵隊の少尉に任官された。この部隊はフロンティアでインディアンと戦う騎兵連隊だった。1848年、ミズーリ州ジェファーソン兵舎に赴任し、1849年にはカンザス州レブンワース砦でフロンティアの任務に就き、同年、ロッキー山脈への遠征に参加した。1856年、陸軍によるシャイアン族遠征に積極的に関わり、1857年から1858年のモルモン教徒とのユタ戦争に参戦し、1860年にはコマンチ族に対する遠征にも参加した。
ステュアートは1858年1月14日にマリア・H・キンジーと結婚した。この二人はカンザスで出会っており、結婚した後はレブンワース砦に住んでいたが、ステュアートが遠征任務に出たり、フロンティアの基地に駐屯している間の長期間は別居していた。夫妻には1860年に生まれたマリーと1864年に生まれたアンの2人の娘ができた。

## 南北戦争
メリーランド州は合衆国から脱退こそしなかったものの、ステュアートの心は南部と共にあり、それは父も同じだった。1861年4月に起きたボルチモア暴動のときはボルチモア市民兵隊の1隊を率いた。その後に北軍がボルチモア市を占領しており、この出来事は南北戦争で最初の武装した者の対戦だったとされている。
ステュアートは1861年4月16日に陸軍大尉を辞任した。アメリカ連合国陸軍に騎兵隊の大尉として入隊した。ステュアートもその父も北軍がメリーランド州を占領するのを阻止するために最善を尽くす覚悟だった。4月22日、ステュアートはボルチモア警察理事長だったチャールズ・ハワードに宛てて次のような手紙を送った。
「もしマサチューセッツの部隊が（アナポリス）に行軍してくるなら、私は明日の朝かなり早くに彼らに対して敬意を払う行動に出るでしょう」
しかし、事態は思い通りには進まず、ステュアートは父に宛てた手紙で
「私がやってきたルートと場所にそって監視していることに嫌悪以外の何も見出せない。人民の大半は合衆国に対する忠誠心ということで正気ではなくなっており、議会は権威が落ちて頼りなくなっているので、私は彼らが休会にするつもりだと聞いて喜ばされた。...我が州を軍事的に占領した軍隊によって踏みにじられる運命にあるように見える。また侵略軍の憤慨全てに関わることに決めているように見える。」と記した。
ステュアートはメリーランド州を合衆国から脱退するように説得しようとしたが、無駄に終わった。4月29日、メリーランド州議会は脱退について反対53票、賛成13票で否決し、それ以上再検討の余地がないよう、州は速やかに北軍によって占領された。ステュアートがアメリカ陸軍を辞職し、南軍に加わろうという動きは、間もなく家族に災いすることになった。メリーランド・スクエアにあったステュアート家の邸宅は北軍に押収され、敷地には負傷兵を治療するためのジャービス病院が建設された。しかし、ステュアートは「メリーランドで最も才能ある息子の一人」として南軍に迎え入れられ、メリーランドの他の者達も彼の例に倣うよう南部人から期待された。

### 第一次ブルランの戦い
ステュアートは間もなく新しく結成されたメリーランド第1歩兵連隊の中佐となり、アーノルド・エルジー大佐の下に仕えた。北軍を潰走させることになった第一次ブルランの戦いでは、突撃に加わって傑出した働きをした。それから間もなく大佐に昇進し、エルジーの後任として連隊長となった。エルジーは准将に昇進した。ステュアートは間もなく厳格なしつけにうるさい人という評判を得るようになり、部下から尊敬されたが、その結果として当初人気はなかった。ステュアートは野営のときにその内部の埃を払うように兵士に命じたと言われており、さらに奇妙なことには、衛兵の警戒度を試すためにその警戒線を這って過ぎるということまでやった。ある時には、そのやり方が災いし、ステュアートだと気づいていなかった衛兵に捕まって殴られたこともあった。しかし最後は、ステュアートの厳格な訓練法が静かにまた速やかに、その指揮下の部隊の健全性と士気を上げることになった。ゲティスバーグでステュアートのメリーランド歩兵連隊に入って戦ったW・W・ゴールズボロ少佐に拠れば、「彼が衛生に関する規則を強制することに信念を曲げなかったのは、宿営地をきれいにしておく指向だけでなく、兵士の健康と快適性を促進しよう願ったことである。貴方は彼にある面で影響を与えられるかもしれないが、この点についてはできないだろう」と言っていた。1861年にハーパーズ・フェリーでステュアートの指揮下にあった若い士官のジョージ・ウィルソン・ブースはその回想記の中で、「彼の指揮下にあった連隊は、直ぐに軍人らしい性質の証拠を示したので、それが軍隊の誇りとなり、南部州の最前線にメリーランドの名声を置くことになった。」と記していた。他の歴史家はそれほど好意的ではなく、ステュアートを「やかましく扱いにくい厳格人」と見ており、「残忍な規律主義者」とも見て、そのような「古い軍隊」の規律は、基本的に市民の軍隊を型にはめて導くには最良のやり方でないと示唆している。

### バレー方面作戦、第一次ウィンチェスターの戦い

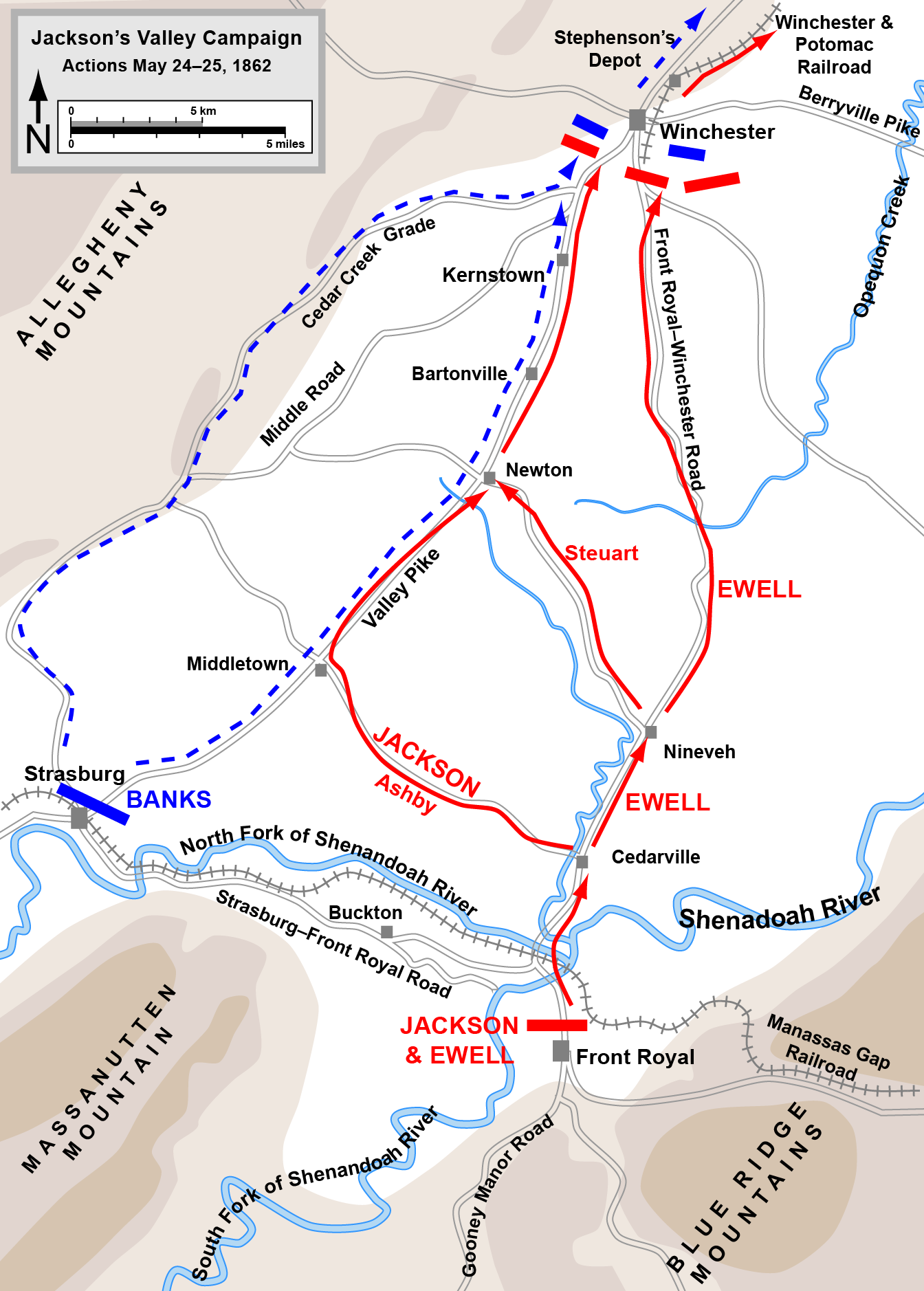
フロントロイヤルから第一次ウィンチェスターの戦いまでの動き、1862年5月24日–25日
南軍
北軍

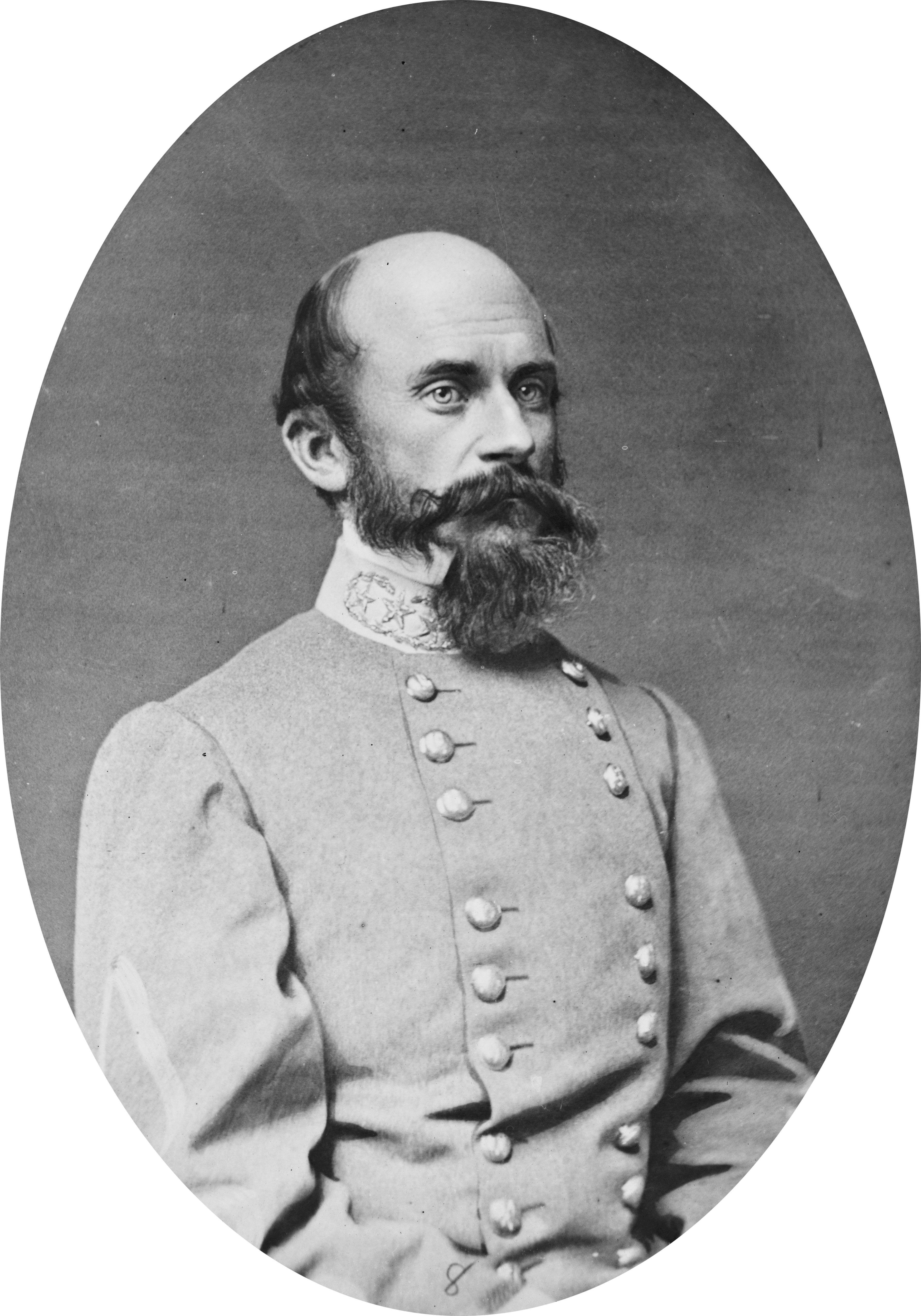
リチャード・イーウェル将軍、ステュアートの上官である師団長、ウィンチェスターでステュアートの遅延に「驚かされた」

1862年3月6日、ステュアートは准将に昇進し、ストーンウォール・ジャクソンによるバレー方面作戦のときは、リチャード・イーウェル少将師団で1個旅団を指揮した。5月24日、ジャクソンがステュアートにバージニア第2騎兵連隊と同第6騎兵連隊の指揮を任せた。1862年5月25日に起きた第一次ウィンチェスターの戦いのとき、ジャクソンの軍隊が勝利して、北軍の歩兵部隊を混乱の中、撤退させた。その状況は、騎兵隊が勝利を決定づければ完全なものだったが、どの騎兵隊もその利点を生かすことができなかった。ジャクソンは、「騎兵隊にとってこれほどのチャンスが来ることはなかった! あー私の騎兵隊がそこにいたのだ!」と文句を言った。疲弊していた歩兵部隊が再度前に出され、その間にジャクソンの参謀であるサンディ・ペンドルトン中尉が、ステュアートを見つけるために派遣された。
ペンドルトンはやっとステュアートを見つけて、北軍ナサニエル・バンクスの退却している部隊を追撃する命令を伝えたが、ステュアートは軍隊のエチケットに関して貴重な時間を費やして遅れた。ステュアートは直接の上官であるイーウェル将軍から命令が出されて初めて従うとした。ペンドルトンは馬で2マイル (3.2 km) も移動してイーウェルを見つけ、イーウェルが直ぐに命令を出したが、「ステュアート将軍が即座に行動しなかったことに驚いている様子だった」と言っていた。
最終的にステュアートが追撃を行い、南軍歩兵部隊が築いた利点を引き継ぎ、多くの北軍兵を捕虜にしたが、遅延の結果として、ジャクソンの報告に拠れば、「成功した追撃には程遠い」ところまでしか南軍騎兵隊は北軍を追い詰められなかった。ジャクソンは、「騎兵隊にこの追撃に関わらせたと考えるだけの理由があるが、バンクス軍の小部分はポトマック川まで逃亡できることになった」と付け加えていた。
ステュアートがバンクスの敗北した軍隊をより活発に追撃することを何故躊躇ったのか明らかでないままになっており、当時の記録ではこの問題をほとんど追及していない。ステュアートが13年間騎兵隊士官として訓練を積んでいたために、文書に拠る命令に従うようにさせていた可能性があり、個人的な独創性や厳密に命令に従うことから逸脱するにはほとんどあるいは全く余地が無かったのかもしれない。しかし、ジャクソンの厳格な規律主義という評判にも拘わらず、ステュアートに対して何の告発も行われなかった。ジャクソンの寛大さは、メリーランド住民を南部の側に付けるという南軍の強い願望に対応せねばならず、リーの軍隊に加わろうというメリーランド住民に対する攻撃を避ける必要があったのかもしれない。
ウィンチェスターの戦いが終わってから間もない6月2日、ステュアートは不幸な事件に巻き込まれた。バージニア第2騎兵隊が、友軍のバージニア第27歩兵連隊から誤って銃撃された。トマス・フラーノイ大佐とトマス・T・マンフォード大佐がイーウェル将軍の所に行き、その指揮する連隊であるバージニア第6および第2騎兵隊を、准将に昇格したばかりだったターナー・アシュビーの指揮下に付けるよう要求した。これにイーウェルが同意し、ジャクソンの所に行って最終的承認を求めた。ジャクソンもその案に同意したので、スチュワートはこの戦争の残り期間、歩兵部隊の指揮官ということになった。

### クロスキーズの戦い
1862年6月8日のクロスキーズの戦いで、ステュアートはメリーランド第1歩兵連隊を指揮していたが、かなり大部隊の北軍に攻撃され、それを跳ね返すことに成功した。しかし、ステュアートはブドウ弾によって肩に重傷を負い、戦場から運び返されることになった。キャニスター弾の弾が肩に入って鎖骨を砕き、「恐ろしいほどの傷」を生じさせた。傷からの快復は思わしくなく、8月に行った手術で銃弾を除去するまでは、体調の改善が全く進まなかった。このためにステュアートが戦場に戻ったのは、ほぼ1年が経った1863年5月のことだった。

### ゲティスバーグ方面作戦とメリーランドへの侵攻

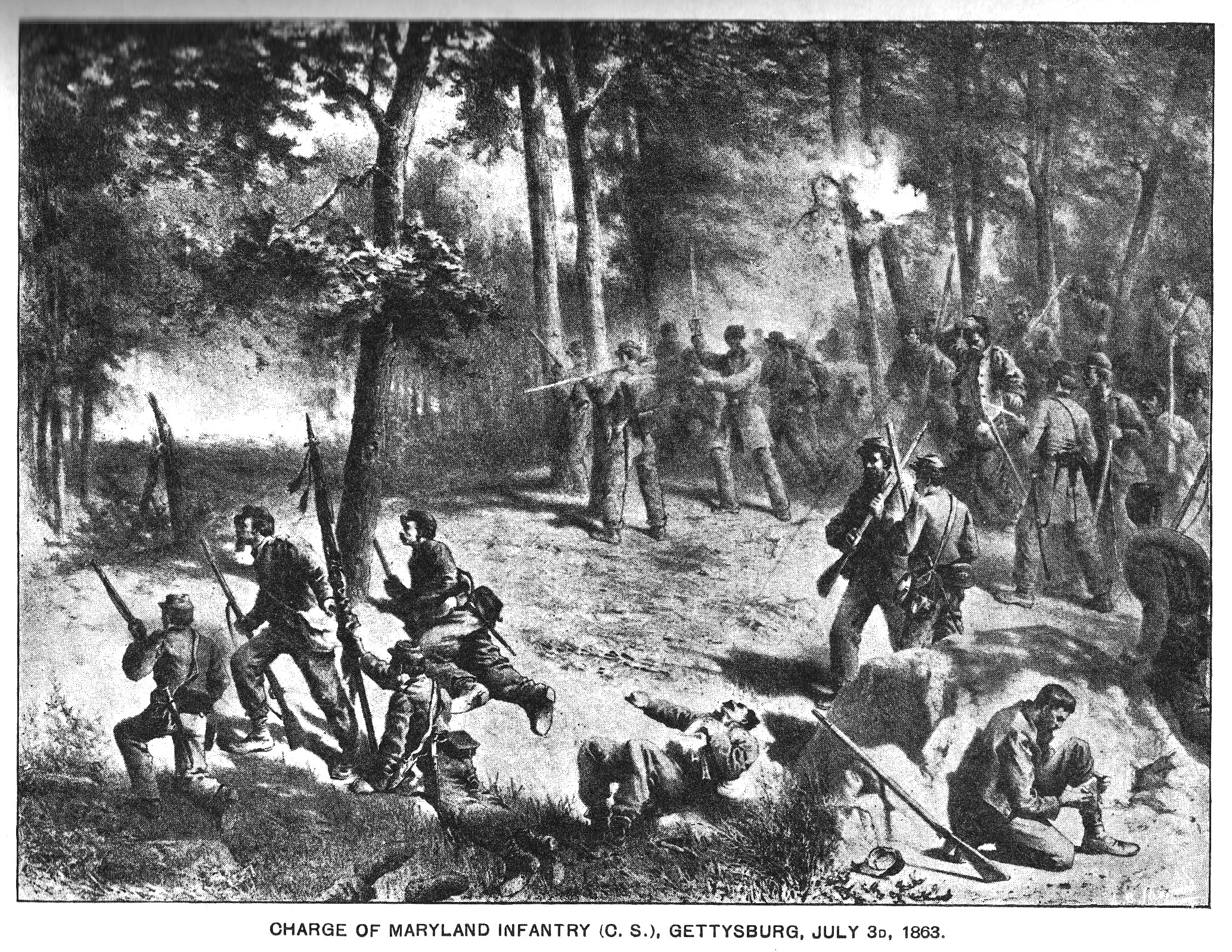
ゲティスバーグの戦いでカルプス・ヒルの「スローターペン」でのメリーランド第2歩兵連隊の突撃、1863年7月3日。部隊の損失が甚だしかったので、ステュアートは泣き崩れ、手を振り絞り、「私のかわいそうな部下よ」と叫んだと言われている

ステュアートは傷が治癒され軍隊に復帰したときに、ロバート・E・リー将軍から、約2,200名の第3旅団指揮を任された。この部隊は北バージニア軍のエドワード・"アレゲニー"・ジョンソン少将の師団に属していた。この旅団を指揮していたローリー・コルストンはチャンセラーズヴィルの戦いにおける働きでリー将軍から失望され解任されていた。この旅団は、メリーランド第2歩兵連隊（解隊されたメリーランド第1歩兵連隊の後継部隊）、ノースカロライナ第1歩兵連隊、同第3歩兵連隊、バージニア第10歩兵連隊、同第23歩兵連隊、同37歩兵連隊で構成されていた。様々な州から出てきた連隊の間で競合関係があり、それが旅団内の問題を生じさせていたので、リーは、「古い軍隊」の者であるステュアートならばそれらを効果的に纏め上げることができると期待していた。さらに戦争のこの段階で、リーには経験を積んだ上級指揮官がかなり不足するようになっていた。しかし、ステュアートが軍隊に戻って指揮を執ったのは、進行中だったゲティスバーグ方面作戦のほんの1か月前のことだった。
1863年6月、リー軍は北のメリーランド州に侵攻した。北軍の支配領土に入るのは2回目だった。ステュアートは馬から跳び下りて、生まれた大地に接吻し、歓声を上げて逆立ちしたと言われている。その副官の一人は、「我々はメリーランドを愛した。その意思に反する縛りにあると感じた。それを解放するために関わる望みの意気を燃やした。」と述べていた。補給係将校のジョン・ハワードは、ステュアートが「17回の二重前転」を繰り返し、その間に州歌の『メリーランド・マイ・メリーランド』を口笛で吹いていたと、回想していた。そのようなお祝いも短命だった。1863年7月1日から3日に行われたゲティスバーグの戦いで、ステュアートの旅団は大きな損失を出した。リー軍の北部侵攻は当初うまくいった。6月13日から15日に起きた第二次ウィンチェスターの戦いでは、ステュアートはジョンソンの師団で戦い、南軍の勝利に貢献し、その間に敵兵約1,000名を捕虜にし、自隊の損失は戦死9名、負傷34名と、比較的軽かった。

### ゲティスバーグの戦い

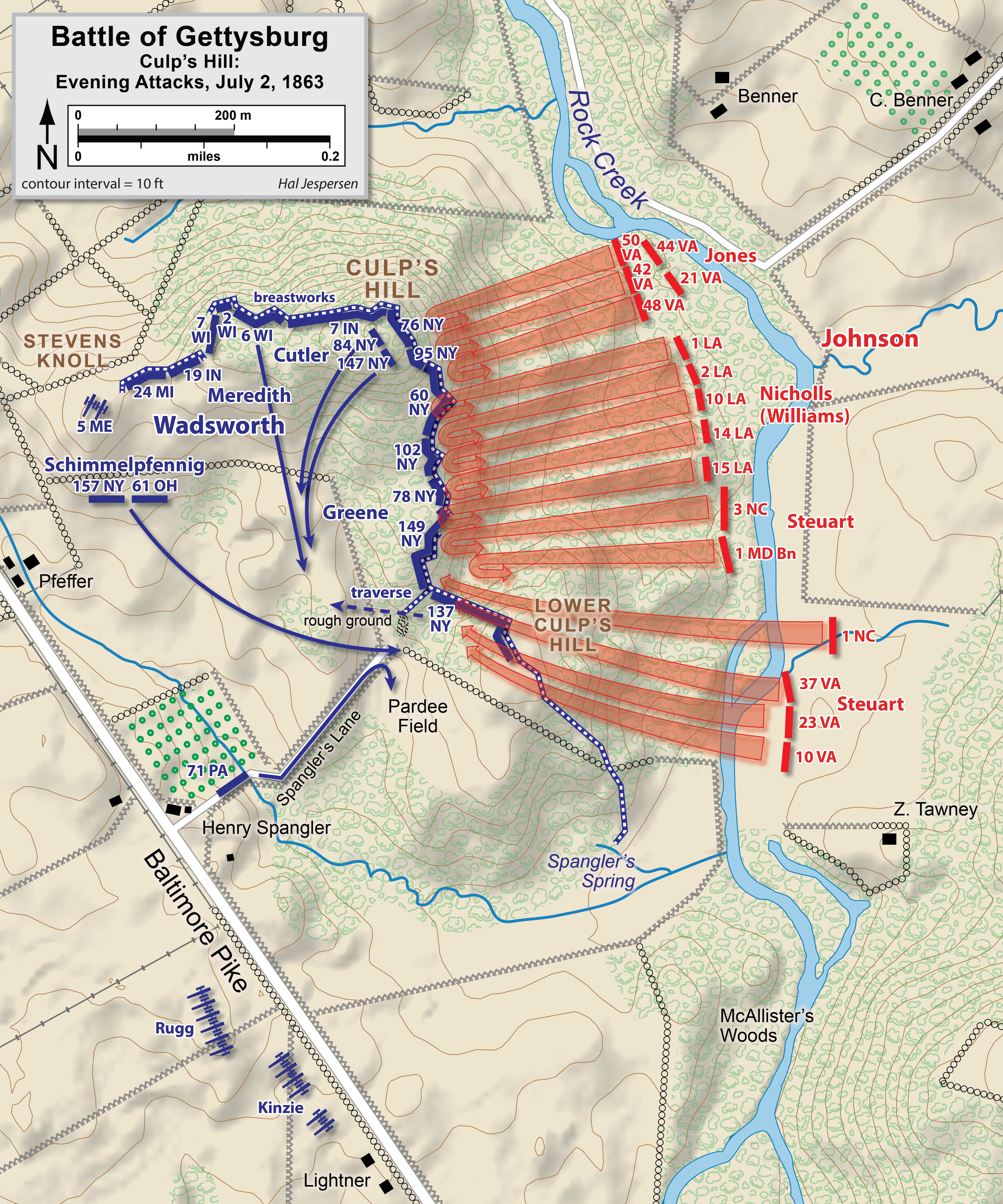
ゲティスバーグの戦いで、ローワーカルプス・ヒルへのステュアート隊の襲撃経路、南軍は右側の赤。ステュアート隊はその下方

1863年7月1日から3日に行われたゲティスバーグの戦いは、南北戦争の転回点になったと言われる。この戦いでリー軍の侵攻が止まった。ステュアート隊はシャープスバーグから130マイル (210 km) を行軍し、7月1日夕方、「日没の少し前に、疲れ切り、足を痛めた状態で」ゲティスバーグに到着した。「隊員の多くは裸足だった」ステュアート隊は7月2日夜に北軍前線を攻撃し、カルプス・ヒル低部とスパングラーズ・スプリングに近い石壁の間に地歩を確保した。しかし、まだ疲れていない北軍の援軍がそれ以上の前進を阻止したので、それ以上の陣地確保はできなかった。その夜間に北軍は大量の大砲を運び込んでおり、その音を聞いた楽観性のステュアートは、敵が荷車を曳いて退却していることを期待することになった。
7月3日朝になると、北軍の防御が万全になっており、500ヤード (450 m) の距離からその大砲が「恐ろしく、いらいらさせる砲撃」を行い、その後にはステュアート隊の陣地に対する恐ろしい襲撃が続いた。その結果は第3旅団の「恐ろしい殺戮」になった。部隊は救援もなく長時間戦ってきており、弾薬は尽きかけていたが、それでも陣地を確保し続けられた。その朝遅くに、ジョンソン少将が「敵を打ち払う能力を確信し、北軍前線全体を後退させられる」と、防御を厚くされていた敵前線に対する銃剣突撃を命じた。ステュアートはその命令に愕然とし、この攻撃について強く批判的だったが、直接命令に従わざるを得なかった。ステュアートは「左向け左」と「右へならえ」と命令し、激しい縦射を受ける中を、兵士を送り出した。ステュアートの第3旅団は北軍の胸壁に向かって前進し、何度かカルプス・ヒルを支配しようとした。そこは北軍の前線の中でも重要な地点だった。その結果が「スローターペン」となった。メリーランド第2歩兵連隊とノースカロライナ第3歩兵連隊が、北軍3個旅団によって強力に守られた陣地に勇敢に突撃したが、敵の前線から20ペース (15 m) まで近づいた兵士は少数だった。自隊の損失が甚だしかったので、ステュアートは泣き崩れ、腕を振り絞り、「私のかわいそうな部下よ」と叫んだと言われている。カルプス・ヒルへの攻撃は失敗し、ジョンソン師団全体でほぼ2,000名の損失を出した。そのうち700名はステュアート旅団のみのものであり、師団に入る他の旅団に比べても遥かに多かった。7月8日、ヘイガーズタウンに居た時点で、戦闘前の戦力2,200名は、任務に就ける者ちょうど1,200名になっていたと報告されている。メリーランド第2歩兵連隊とノースカロライナ第3歩兵連隊の損失率は2分の1から3分の2だった。僅か10時間で被ったものだった。
ステュアートが非常に厳しい条件下で勇敢に戦ったのではあったが、ジョンソンの報告書にステュアートも他の士官も名前が挙がっていなかった。ゲティスバーグは、南軍にとって追い風から向かい風に変わる戦いであり、その後はリー軍が後退し、最後はアポマトックス・コートハウスでグラント将軍に降伏することになった。

### ペイン農園の戦い
1863年冬、ステュアートのメリーランド旅団はマイン・ランの戦い、別名ペイン農園の戦いに参戦した。11月27日、ステュアートの旅団は北軍に攻撃された最初の部隊の1つだった。ジョンソンが自らステュアートの所まで援軍を連れてきた。ステュアートは南軍の後陣につき、その旅団を留めて速やかに道路沿いに戦闘隊形を形成し、北軍の攻撃を跳ね返した。その後に混乱した戦闘が続き、南軍は大きな損失を出して後退したが、北軍の突破だけは妨げた。ステュアート自身はその腕に2度目の負傷を経験した。この戦闘を記念する歴史標識に拠れば、ステュアートの「遥かに優勢な敵軍に対する大胆さが、...北軍全体の前進を止めるに役立った」とされている。

### 荒野の戦い
1864年夏、5月5日から7日の荒野の戦いで、ステュアートは激しい戦闘を経験した。ステュアートはそのノースカロライナ歩兵部隊を率いて北軍ニューヨーク2個連隊に対抗し、北軍にほぼ600名の損失を出させた。この戦いのときにステュアートの弟のウィリアム・ジェイムズ・ステュアートが腰部を負傷し、リッチモンド市にある士官用病院のギニア・ステーションに送られた。5月21日、弟はその傷がもとで死んだ。バージニア大学で家族の友人の一人が遺族となった父に次のような手紙を送った。
「貴方は私を責めないだろう。私は貴方の悲しみの神聖さに割り込むことで、貴方の大きな悲しみに私の深い心からの同情を表明できないまでもそうありたいと願う。貴方は既に正しい側に大きな犠牲を払われたので、提供できるものはこれが最後だということ、最も価値ある提供物は貴方の性格の不屈さを持ったものでもあり、1人のキリスト教徒を提出することであるのを知っている。さらには、貴方の子供の中でこの息子があなたの利益にとって如何に貴重だったか、貴方の心にとって如何に慈しむものだったかを私は知っており、貴方の恐ろしい損失について聞いた深い心からの悲しみというものも私は貴方に告げることができない。」

### スポットシルバニアにおける惨事

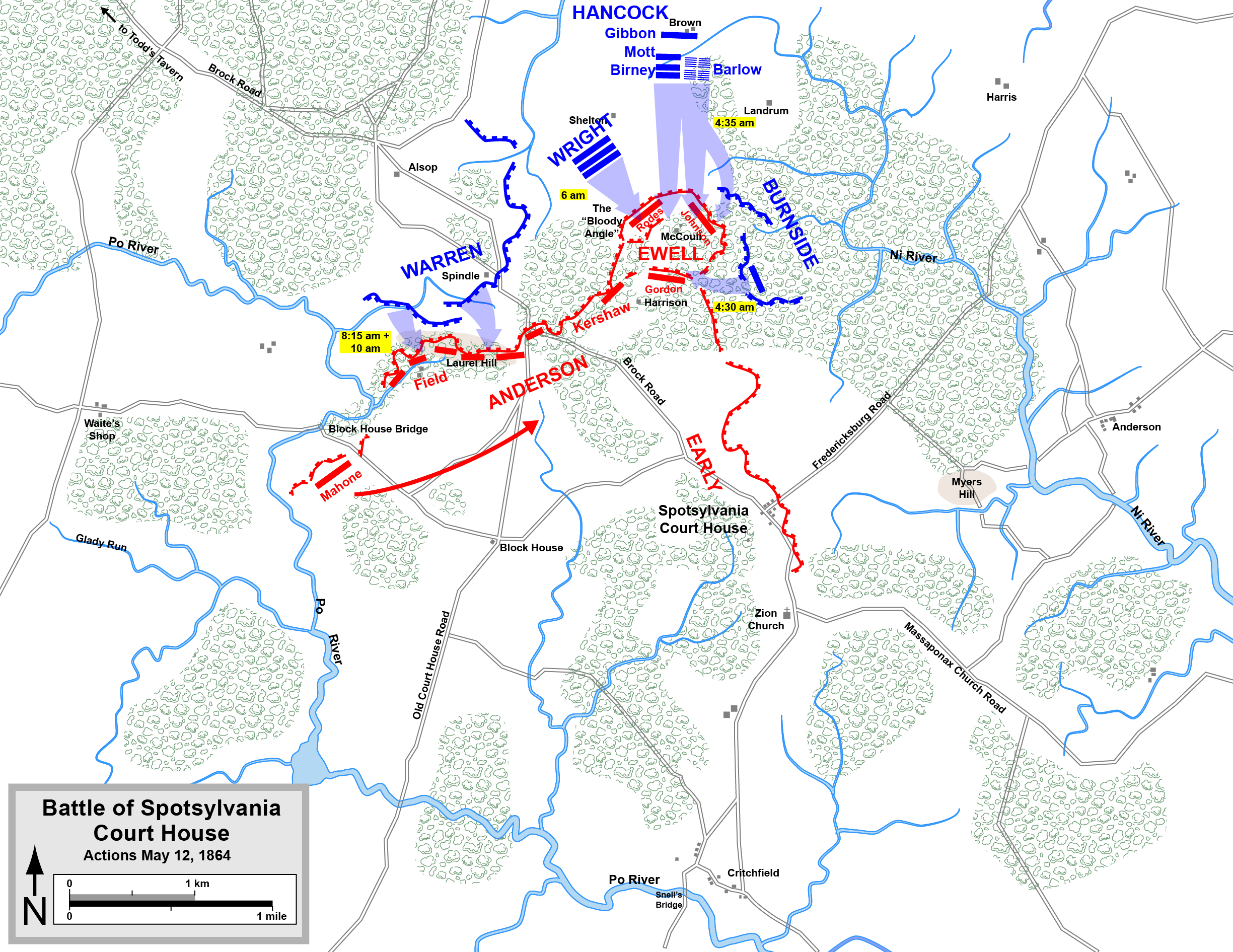
スポットシルバニア・コートハウスの戦いの図、ステュアートが北軍ウィンフィールド・スコット・ハンコック少将の第2軍団によって捕まえられた「ミュール・シュー」突出部を示す、1864年5月12日

それから間もない1864年5月8日から21日に起きたスポットシルバニア・コートハウスの戦いでは、ステュアート自身がその旅団の多くと共に捕まえられた。「ミュール・シュー」と呼ばれる突出部での激しい戦闘中のことだった。「ミュール・シュー」突出部は南軍前線から出っ張った部分であり、高台にあって戦略的な位置にあったが、3方から攻撃されると脆弱なものだった。5月11日夜、グラントの次の攻撃でどこも落ちるものと考え、南軍の指揮官達はこの突出部から大砲の大半を引上げた。ステュアートは、彼の証言に拠れば、敵の準備状況を知らされ、ジョンソンに差し迫っている敵の攻撃を報せ、大砲の返還を要求する伝言を送っていた。
5月12日夜明けの直ぐ前に、北軍ウィンフィールド・スコット・ハンコック少将の第2軍団に属する3個師団全軍が、深い霧の中を、ミュール・シューを攻撃し、南軍にとっては急襲されたことになった。南軍は疲れており、食料が適当でなく、大砲の支援も無く、夜来の雨で火薬も湿っており、北軍が集中した時にこれら全てが南軍の崩壊に繋がった。ステュアート隊を圧倒し、バージニア旅団は実質的に終末を迎えた。南軍のマスケット銃は火薬が湿って発砲できなかった。残っていた大砲2門は別にして、南軍には実質的に火器が無かった。それに続いた激しい白兵戦の中で、ステュアートは北軍ジェイムズ・A・ビーバー大佐のペンシルベニア第148歩兵連隊に降伏を強いられた。ビーバーはステュアートに「貴方の剣はどこにありますか?」と尋ね、これに対してステュアートはかなりの皮肉を込めて、「うん、貴方達が朝早く我々を起こしたので、それを身に付けてくる時間が無かった」と答えた。ステュアートはハンコック少将の元に連れていかれた。ハンコックはこの戦闘以前にステュアートの妻マリアをワシントンで見たことがあり、彼女の夫に関する報せを伝えたいと思った。ハンコックは手を伸ばして「ご機嫌はいかがかな? ステュアート」と尋ねた。しかしステュアートは握手を拒んだ。この二人は戦前に友人だったが、このときは敵同士だった。ステュアートは「状況を考えれば、将軍、私は貴方の手を握ることを拒むことになる。」と言い、それに対してハンコックは「それで他のどのような状況にあっても、将軍、私はそれの提案を拒んできたんだ」と答えたと言われている。この出来事の後、気分を悪くしたハンコックは、他の捕虜と共にステュアートを北軍の後方に歩いて行かせることにした。
戦闘が終わった後、ステュアートは戦争捕虜としてサウスカロライナ州チャールストンに送られ、後にはヒルトンヘッドで収監された。そこではステュアートも他の士官も南軍からの砲撃を受けることになった。スポットシルバニア・コートハウスの戦いはステュアートの旅団の終焉となった。戦闘開始時に6,800名だったジョンソンの師団は大きく人員を減らして、やっと1個旅団を編成できるだけになった。5月14日、ウォーカー、ジョーンズ、ステュアートの旅団を統合して、バージニア第4歩兵連隊テリー大佐の下に、小さな旅団として編成した。

### ピーターズバーグ、アポマトックス、終戦

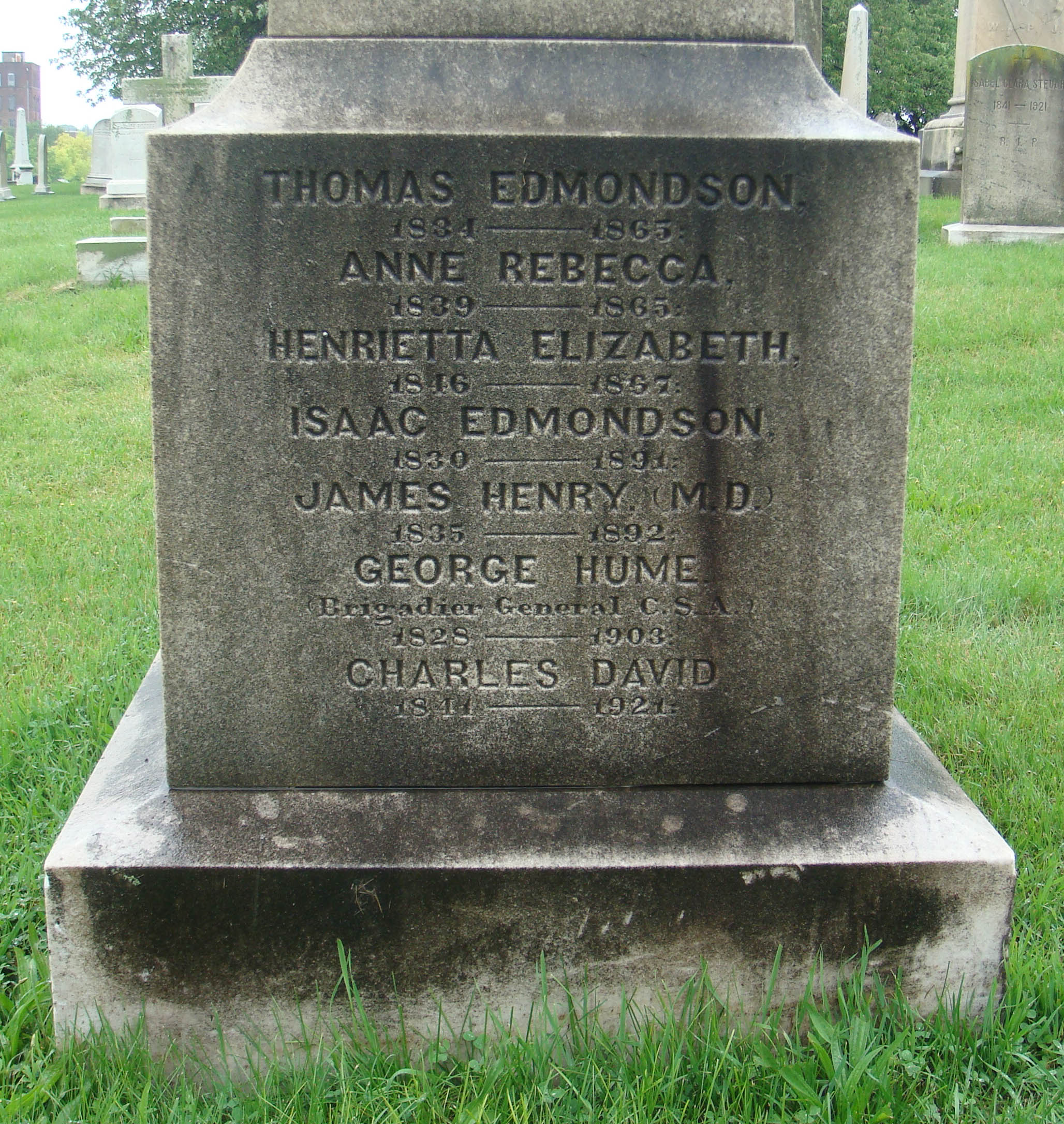
ジョージ・ヒューム・ステュアート将軍とその家族が眠る墓石、ボルチモア市グリーンマウント墓地

後の1864年夏、ステュアートは捕虜交換の対象となって釈放され、北バージニア軍のジョージ・ピケット少将師団で1個旅団の旅団長に復帰した。ステュアートの旅団はバージニア第9、同第14、同第38、同第53、同第57歩兵連隊で構成され、ピーターズバーグ包囲戦（1864年6月9日-1865年3月25日）のときはジェームズ川北の塹壕を任された。南北戦争のこの段階までに、南軍の物資に関してはリー軍が飢え始めるまでに不足していた。食物泥棒が深刻な問題になっていた。ステュアートは部隊兵の物資が略奪者に盗まれないように、ピーターズバーグの補給所に武装した衛兵を送る必要があった。
1865年3月29日から4月9日までのアポマトックス方面作戦のとき、ピケットの師団にあって、その旅団を率い続けた。4月1日に起きたファイブフォークスの戦い、4月6日に起きたセイラーズクリークの戦いという2つの戦いで、事実上南軍の抵抗が終わった。ファイブフォークスの戦いのときに、ピケット将軍は魚のシャドを焼くために気を引かれており、その間ステュアートが歩兵部隊の指揮を任され、北軍大部隊の襲撃の切っ先を受けることとなった。ピケットの10,000名の部隊に対し、北軍はフィリップ・シェリダン少将が約30,000名を率いていた。その結果は、前年のスポットシルバニアよりも更に悲惨なものになった。少なくとも5,000名がシェリダン軍の捕虜になった。南軍が抵抗を終えるのは時間の問題になった。セイラーズクリークの戦いでは、リーの飢えて疲れ切った軍隊がバラバラになった。リーは道路を叫びながら移動する残存兵を見て、ウィリアム・マホーン少将の前で、「神よ、我が軍は崩壊したのか?」と叫んだ。これにマホーンは「いいえ将軍、ここにその任務を果たすべくした部隊がいます」と答えた。
ステュアートは最後まで戦い続け、最後は1865年4月9日、アポマトックス・コートハウスでリー将軍と共に、北軍のユリシーズ・グラント中将に降伏した。リー軍には当初146個旅団があったが、このときは22個旅団が残っているのみであり、その1個だった。メリーランドのある古参兵に拠れば、「この戦争で彼（ステュアート）ほど南部のために完全に一貫してその持っている能力とエネルギーを使った者は居なかった」と言わしめた。

## 戦後
南北戦争の終戦後、ステュアートはメリーランド州に戻り、アメリカ合衆国に対する忠誠の誓いを行った。エッジウォータの南、サウス川に近い丘陵にある農園、マウント・ステュアートで農園を運営した。南軍のベテラン隊に加入し、メリーランド師団の指揮官になった。1903年11月22日、75歳でサウス川で死亡した。死因は不明である。その3年後の1906年に死んだ妻のマリアと共にボルチモア市のグリーンマウント墓地に埋葬されている。マリーとアンの2人の娘がその後に残った。メリーランド州は戦中も合衆国に残っていたので、ステュアートの故郷である州にその記念碑は無い。しかし、ボルチモア市のステュアートヒル地域は、ステュアート家が長く市に関わっていたことの名残である。